# Grzegorz Skwierczyński
Grzegorz Krzysztof Skwierczyński (ur. 25 lipca 1974 w Siedlcach) – polski polityk, dziennikarz, samorządowiec, urzędnik, menedżer, przedsiębiorca, poseł na Sejm V kadencji.

## Życiorys

### Wykształcenie i praca zawodowa
W 1995 ukończył Technikum Rolnicze w Siedlcach, a w 1996 podjął (ostatecznie nieukończone) studia na Wydziale Prawa, Prawa Kanonicznego i Administracji Katolickiego Uniwersytetu Lubelskiego. Ukończył następnie studia o specjalności zarządzanie reklamą w Wyższej Szkole Promocji w Warszawie.
W 1996 pracował jako referent w KRUS, następnie – do 2000 był dziennikarzem i zastępcą redaktora naczelnego „Nowego Echa Podlasia” oraz kierownikiem w Siedleckiej Oficynie Wydawniczej. W latach 1994–1998 był prezesem zarządu Diecezjalnego Katolickiego Stowarzyszenia Młodzieży, a od 2000 do 2004 zasiadał w zarządzie Okręgowego Związku Piłki Nożnej w Siedlcach. Pracował w spółkach prawa handlowego jako doradca i członek zarządu. Był także menedżerem klubu sportowego Wektra Dziewule i prowadził działalność gospodarczą.
Od 2009 jest właścicielem firmy marketingowej.

### Działalność polityczna
W 2001 objął stanowisko dyrektora biura poselsko-senatorskiego Samoobrony RP w Siedlcach. Pełnił funkcję przewodniczącego Ogólnopolskiej Organizacji Młodzieżowej Samoobrony RP i redaktora naczelnego pisma „Samoobrona na Mazowszu”. W latach 2002–2005 był członkiem Zarządu Wojewódzkiego Związku Zawodowego Rolnictwa „Samoobrona”.
Od 2002 do 2005 zasiadał w sejmiku mazowieckim. W wyborach w 2005 z listy Samoobrony RP uzyskał mandat poselski na Sejm V kadencji z okręgu siedleckiego liczbą 6963 głosów. Pracował w Komisji Edukacji, Nauki i Młodzieży oraz w Komisji Samorządu Terytorialnego i Polityki Regionalnej. Od lutego do sierpnia 2007 był wiceprzewodniczącym Komisji Nadzwyczajnej do rozpatrzenia projektów ustaw związanych z koalicyjnym programem rządowym „Solidarne Państwo”. Pełnił też funkcję wiceprzewodniczącego Podkomisji stałej do spraw Młodzieży. Był także jednym z sekretarzy Sejmu.
W przedterminowych wyborach parlamentarnych w 2007 bez powodzenia ubiegał się o reelekcję (otrzymał 1210 głosów). W grudniu 2007 wszedł w skład prezydium Samoobrony RP i został przewodniczącym wojewódzkim partii na Mazowszu. W 2008 objął także funkcję przewodniczącego ZZR „Samoobrona” Województwa Mazowieckiego. W 2009 wycofał się z działalności politycznej. W 2018 startował z listy PSL na radnego województwa.